# 圣茹瓦尔昂瓦尔代讷
圣茹瓦尔-昂瓦尔代讷（法語：Saint-Geoire-en-Valdaine，法語發音：[sɛ̃ ʒwaʁ ɑ̃ valdɛn]）是法国伊泽尔省的一个市镇，属于拉图尔迪潘区。

## 地理
圣茹瓦尔-昂瓦尔代讷（45°27'25"N, 5°38'7"E）面积16.73 平方千米，位于法国奥弗涅-罗讷-阿尔卑斯大区伊泽尔省，该省份为法国东南部内陆省份，北起顺时针与安省、萨瓦省、上阿尔卑斯省、德龙省、阿尔代什省、卢瓦尔省和罗讷省。
与圣茹瓦尔-昂瓦尔代讷接壤的市镇（或旧市镇、城区）包括：沃拉讷、圣叙尔皮斯-德里瓦尔、马雪、梅尔拉、圣比埃伊。
圣茹瓦尔-昂瓦尔代讷的时区为UTC+01:00、UTC+02:00（夏令时）。

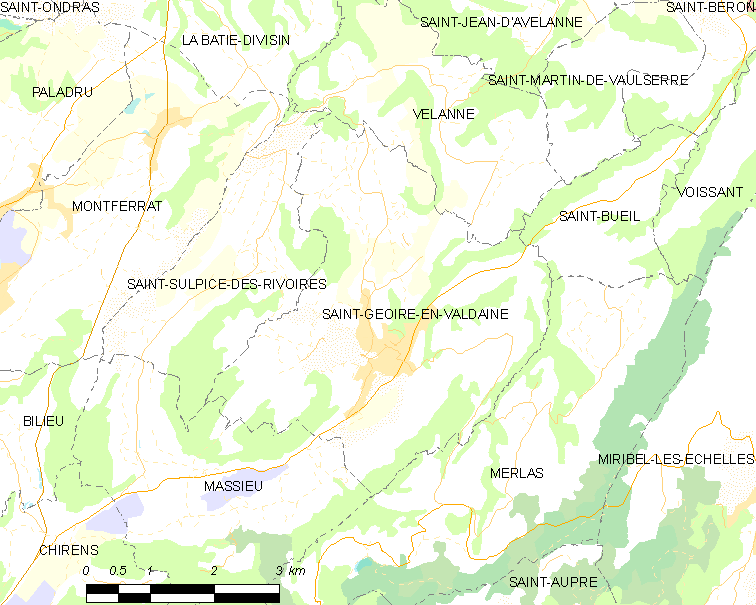
圣茹瓦尔-昂瓦尔代讷的OSM定位图

## 行政
圣茹瓦尔-昂瓦尔代讷的邮政编码为38620，INSEE市镇编码为38386。

## 政治
圣茹瓦尔-昂瓦尔代讷所属的省级选区为沙特勒斯-吉耶县。

## 人口

1962-2008年间圣茹瓦尔-昂瓦尔代讷人口变化图示

圣茹瓦尔-昂瓦尔代讷于2022年1月1日时的人口数量为2388人。